# Kokića glavica (gradina)
Kokića glavica je gradina na istoimenoj glavici, arheološko nalazište u selu Prološcu Donjem, u općini Proložac.

## Opis
Vrijeme nastanka je od 2000. pr. Kr. do 614. godine. Gradina Kokića glavica smještena je na uzvisini, iznad samog centra Prološca. Radi se o prapovijesnoj gradini datiranoj u kasno brončano i željezno doba o čemu svjedoče brojni ulomci keramike razasuti na svim padinama gradine. Na samom vrhu glavice nalazi se prapovijesna gomila koja je bila sastavni dio elipsastog bedema gradine. U razdoblju kasne antike na gradini se podiže manje utvrđeno naselje čiji bedemi zatvaraju tlocrtno trapezoidni prostor od oko 2000 metara kvadratnih na južnoj i istočnoj padini. Kasnoantička utvrda, postala je sastavnicom ranobizantskog obrambenog sustava prometnica i onodobnih naselja. Nalazi keramike upućuju na intenzivan život u vremenu kasne antike.

## Zaštita
Pod oznakom Z-5544 zavedena je kao nepokretno kulturno dobro - pojedinačno, pravna statusa zaštićena kulturnog dobra, klasificirano kao "arheološka baština".